# Riegerin
Die Riegerin ist ein 1939 m ü. A. hoher Berg in der Hochschwabgruppe im österreichischen Bundesland Steiermark.

## Lage und Umgebung
Die Riegerin erhebt sich am Nordrand der Hochschwabgruppe, unmittelbar südlich der Salza. Sie bildet einen zu allen Seiten klar abgegrenzten Gebirgsstock, zu dem neben dem namensgebenden Riegerin-Gipfel noch der 1417 m ü. A. hohe Predigtstuhl an der Nordseite, der Große Schober (1815 m ü. A.) im Osten und der Schönberg (1734 m ü. A.) im Süden gehören. Von der steilen südseitigen Felswand des Schönbergs zieht sich ein schmaler Grat nach Süden, der die Riegerin mit dem Hauptkamm der Hochschwabgruppe verbindet. Auf diesem Kamm erhebt sich ein isolierter, ca. 1660 m ü. A.hoher Felskegel mit dem schlichten Namen „Turm.“ Die Gipfel von Riegerin, Großem Schober und Schönberg rahmen eine nach Nordosten ansteigende Hochfläche mit den Flurnamen Riegerinalm und Bärengraben sowie dem Eiskar als obersten Abschluss ein.
Im Norden wird der Riegerinstock vom Salzatal begrenzt, im Westen und Südwesten vom Brunntal, im Osten und Südosten vom Antengraben. Die beiden laufen am erwähnten „Turm“ zusammen.

### Etymologie
Vermutlich leitet sich der Name des Berges von einem Hof- oder Besitzernamen „Rieger“ ab. Er dürfte zuerst die Riegerinalm bezeichnet und sich dann auf den Berg insgesamt übertragen haben. Daraus erklärt sich auch die weibliche Endung des Namens, denn die verkürzende Übertragung des weiblichen Genus von „Alm“ auf den Besitzernamen (die Rieger-Alm → die Riegerin) kann auch an anderen Beispielen aus der Gegend (Meßnerin, Kräuterin, stärker verballhornt auch beim Trenchtling und der Alm Jassing) beobachtet werden.

## Geologie und Geomorphologie
Die Hochschwabgruppe gehört zu den Nördlichen Kalkalpen, innerhalb von deren Ostteil (in der s.g. Mürzalpendecke, Teil des Juvavikums) die Pfaffingalm-Hochschwab-Schuppe (vgl. Tektonische Schuppe) das zentrale und tektonisch tiefste Bauelement darstellt. Nördlich daran angrenzend befinden sich die kleinere Brandstein-Edelbodenalm-Schuppe und die Riegerin-Türnach-Schuppe. Die Südgrenze der Riegerin-Türnach-Schuppe läuft vom Antengraben über den „Turm“ und den Talschluss des Brunntales, sodann südlich des Kleinen Griessteins weiter nach Westen. Die Riegerin ist aus Steinalm- und Wettersteinkalk bzw. -dolomit aufgebaut, als Besonderheit kommen in ihrem Wandfuß im Hangschutt unter der Steinalm-Formation blassrosa bis gelblichgrau gefärbte, Crinoidenspat führende Kalke (vgl. Crinoidenkalk) vor.
Die an der Riegerin beobachtbare Abfolge aus steilen Wänden und sanft gewellten Flächen ist für das Hochschwabgebiet typisch, es handelt sich bei letzteren um sogenannte „Altflächen,“ die bei der Entstehung der Alpen im Miozän emporgehoben wurden. Sie sind in sich nur gering glazial überformt, an ihren Rändern brechen sie zu den umgebenden Tälern hin jedoch in schroffen Steilwänden ab.

## Wege
Die Riegerin ist ein selten besuchter Berg, der einzige markierte Weg führt aus dem Brunntal über einen mit Leitern und Stahlseilen versicherten Klettersteig durch die sogenannte Rothmäuer auf die Riegerinalm und von dort weiter auf den Gipfel. Alternative Aufstiegsmöglichkeiten (etwa von der Riegerinalm über den Großen Schober) sind versierten Kletterern vorbehalten.

Galerie
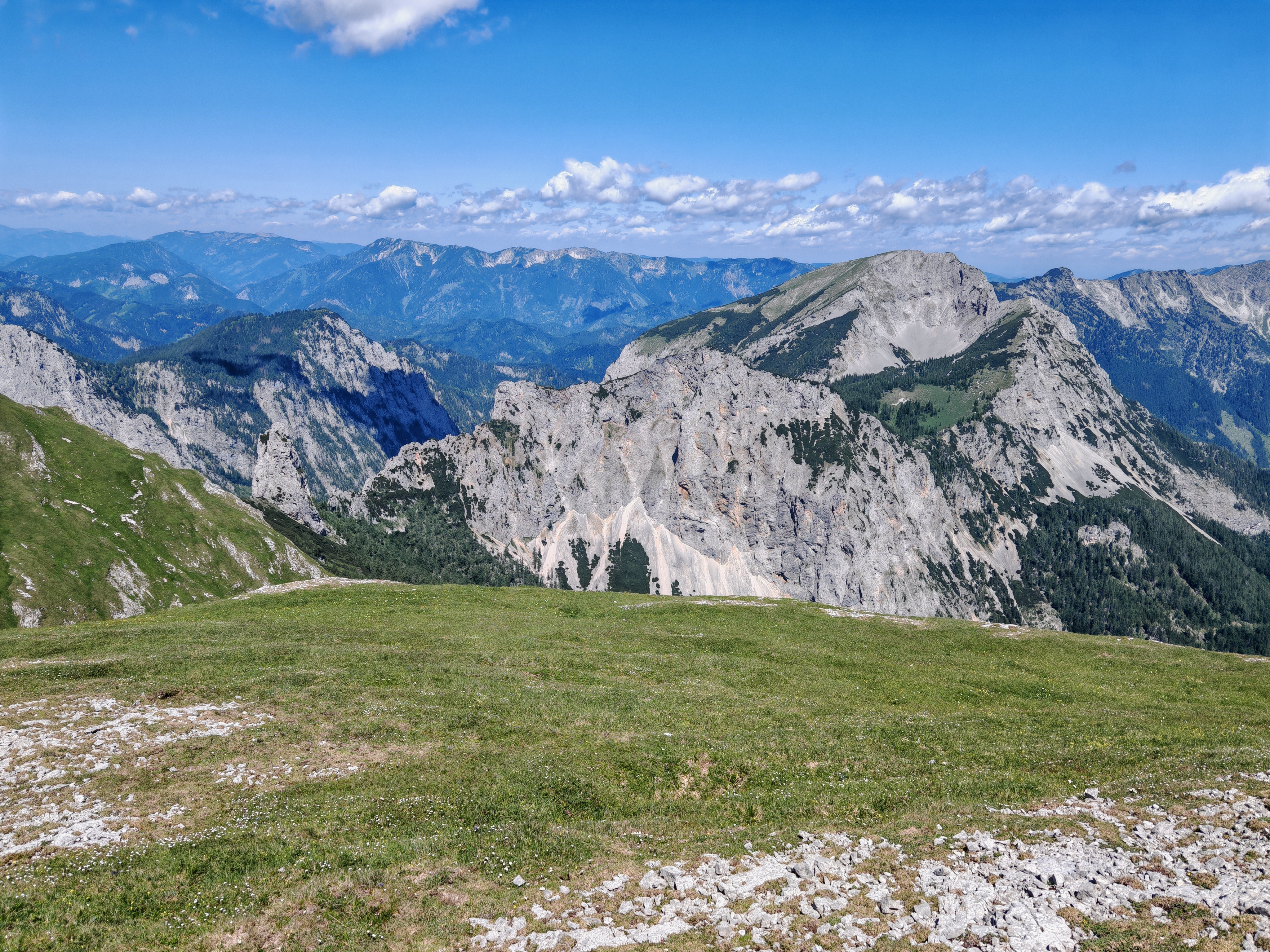
Südostseite der Riegerin, Blick vom Karlstein
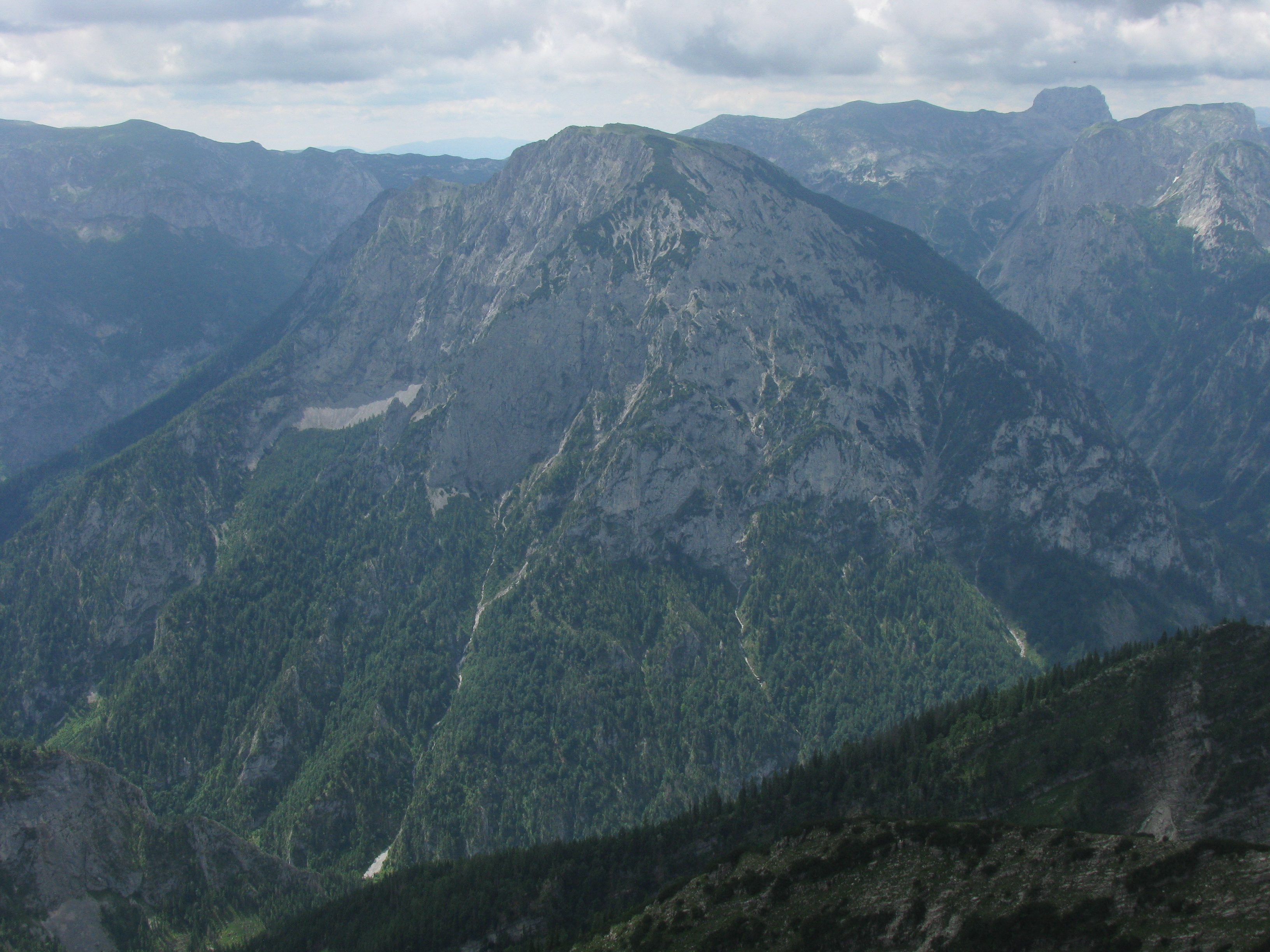
Blick vom Hochstadl auf die Nordseite der Riegerin
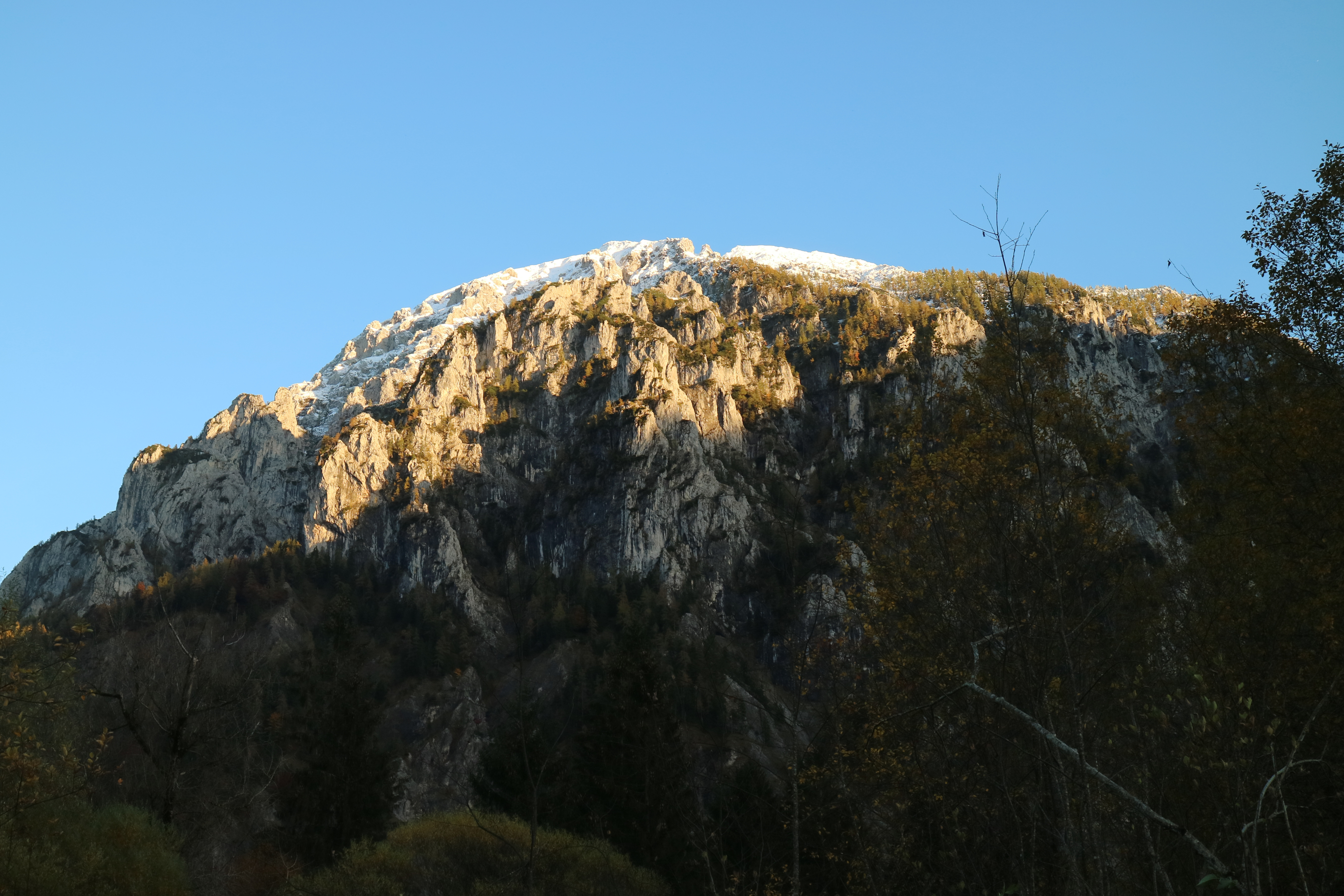
Nordwestseite der Riegerin vom Eingang des Brunntals aus